# サウンド・オブ・フリーダム
『サウンド・オブ・フリーダム』（原題：Sound of Freedom）は、2023年公開のアメリカ合衆国のスリラー映画。
児童誘拐、人身売買、性的虐待といった国際的性犯罪の犠牲となった少年少女を救い出すために過酷なミッションに挑んだ実在の人物ティム・バラードの闘いを基に描く。メル・ギブソン製作総指揮。
諸事情があり、撮影された2020年から公開までに非常に長い時間がかかったが公開初日興収第1位、「23年全米映画興収トップ10」にも入った。
本作は鑑賞料を理由に映画館で鑑賞できない人向けにペイ・イット・フォワードを採用し、公式WEBページでチケットを入手、鑑賞者は寄附をする事もできる仕組みが取り入れた。

## あらすじ
中米ホンジュラスで父親と平和に暮らしていた姉ロシオと弟ミゲルは、ある日オーディションと称して集められた会場から大勢の幼児たちと共に連れ去られてしまう。港でコンテナに入れられ、物同然に海を渡り南米コロンビアへ。
姉弟はバラバラに引き裂かれ、買った大人たちの欲望によって身も心もを踏みにじられていく児童たち、犯罪の前に国境を越えた捜査ができないアメリカ国土安全保障省の捜査官ティムの奮闘が描かれる。

## キャスト
※括弧内は日本語吹替
- ティム・バラード（英語版）: ジム・カヴィーゼル（森川智之）
- キャサリン・バラード: ミラ・ソルヴィノ（笹島かほる）
- ヴァンピロ: ビル・キャンプ（高木渉）
- パブロ: エドゥアルド・ベラステーギ（おおしたこうた）
- ロシオ: クリスタル・アパリシオ（夏目あり沙）
- ホルヘ: ハビエル・ゴディーノ（英語版）
- ロベルト: ホセ・ズニーガ
- フロスト: カート・フラー
- アール・バックマン: ゲイリー・バサラバ
- クリス: スコット・ヘイズ